# Waynesburg University Yellow Jackets football
La squadra di football degli Waynesburg Yellow Jackets rappresenta la  Università Waynesburg di Waynesburg (Pennsylvania). I Yellow Jackets competono nella NCAA Division III e fanno parte della Presidents' Athletic Conference. Prima di unirsi alla PAC, la squadra ha partecipato al livello NAIA Division II. La prima squadra di football della scuola fu formata nel 1895. I Yellow Jackets giocano le gare interne al John F. Wiley Stadium, con capienza di 4.000 spettatori. L'allenatore capo è Cornelius Coleman, assunto nel dicembre 2021.

## Storia

### Primi anni
La prima partita della scuola fu contro una squadra del club della West Virginia University, vinta dai Yellow Jackets 10-0. Il 4 dicembre 1895 fu disputata la prima gara casalinga al Greene County Fair Grounds, descritta come "una rissa tra maiali in un porcile".
Dopo una pausa di quattro anni dovuta alla Prima Guerra Mondiale, la squadra riprese nel 1921 sotto l'allenatore Frank N. Wolf, che divenne il miglior allenatore di sempre della scuola con un record di 65–63–10. I Yellow Jackets vinsero il loro primo titolo della Tri-State Conference nel 1924 e altri titoli nel 1932 e 1934. Nel 1939, la squadra partecipò al primo incontro di football trasmesso in televisione, durante il quale Bobby Brooks segnò il primo touchdown mai trasmesso. Il programma riprese dopo la Seconda Guerra Mondiale e negli anni '60 vinse il suo primo titolo nazionale NAIA nel 1966 sotto l'allenatore Carl DePasqua.

### 1980–2000
Negli anni '80 e '90 Waynesburg raggiunse importanti traguardi, come la 300ª vittoria nel 1983. La squadra vinse il primo titolo PAC nel 1998 e furono completati aggiornamenti significativi agli impianti, incluso il John F. Wiley Stadium.

### 21º secolo
Negli anni 2000 la squadra stabilì nuovi record individuali e collettivi, tra cui l'apparizione ai playoff NCAA Division III nel 2003 e record di corse e sack per alcuni giocatori.

## Allenatori capo
La squadra ha avuto 21 allenatori capo dal 1895. L'attuale allenatore è Cornelius Coleman, dal 2022.

## Titoli nazionali
| National Association of Intercollegiate AthleticsNAIA 1966 |

## Affiliazione alle conference
- NAIA independent football schools, 1895–1923
- Tri-State Conference (1923–1934)
- NAIA independent football schools, 1937–1958
- Western Pennsylvania Conference, 1958–1969
- NAIA independent football schools, 1969–1990
- Presidents' Athletic Conference (PAC), 1990–presente

## Fonti
- William Dusenberry, The Waynesburg College Story 1849-1974, The Kent State University Press, 1975, ISBN 978-0873381734.